# Vivaron
Vivaron es un género extinto de arcosaurio rauisúquido cuyos restos fueron hallados en depósitos del Triásico Superior (mediados del Noriense) en la Formación Chinle en Nuevo México, Estados Unidos. Es el segundo raisúquido conocido del suroeste de Estados Unidos, y resalta el amplio rango biogeográfico ocupado por los muy semejantes entre sí taxones de raisúquidos durante el Triásico Superior a través de Pangea, a pesar de las variadas asociaciones faunísticas que se hallaban en diferentes latitudes.

## Descubrimiento

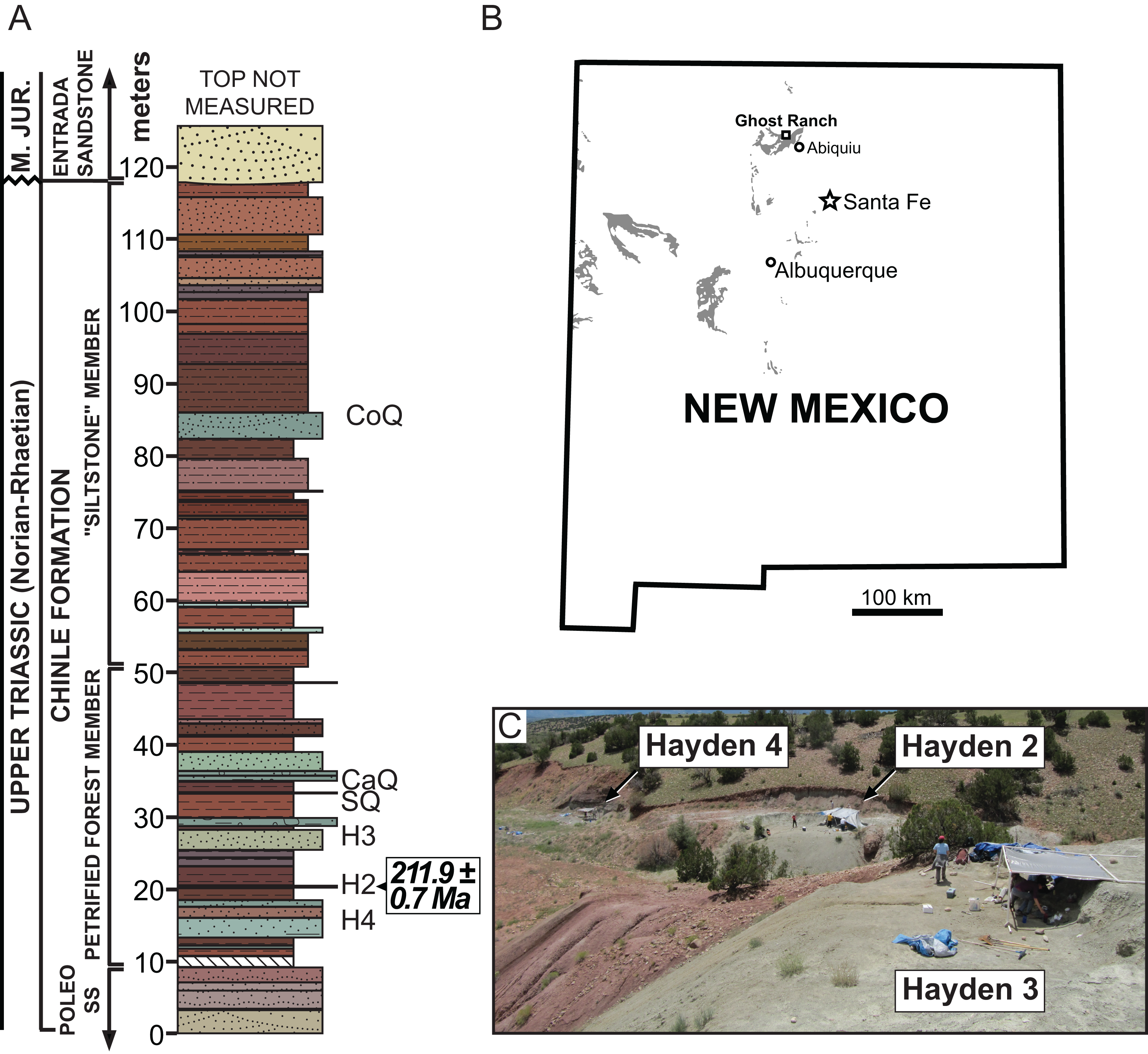
Localización geográfica y estratigráfica de Hayden Quarry.

Vivaron fue nombrado en 2016 a partir de material recolectado en Hayden Quarry en Ghost Ranch, Nuevo México en 2009. La localidad es parte de la Formación Chinle en el Miembro Bosque Petrificado, y data de mediados del Noriense, hace unos 212 millones de años, posiblemente representado el rauisúquido más reciente conocido. Antes de su descripción, todo el material de rauisúquido de Texas, Arizona y Nuevo México había sido referido a Postosuchus kirkpatricki. Sin embargo, los restos de rauisúquido de Hayden Quarry pueden ser distinguidos claramente de Postosuchus, y así fue nombrado el nuevo taxón Vivaron haydeni.
El nombre del género se deriva de Vivaron, una víbora de cascabel mítica de 20 pies de longitud que se decía vivía bajo Mesa Huérfano (Orphan Mesa) en Ghost Ranch, y el nombre de la especie es en honor de John Hayden, un excursionista que descubrió a Hayden Quarry en 2002 en donde se recuperó el material de Vivaron.

## Descripción
Vivaron es conocido solo a partir de tres huesos del hocico, fragmentos asociados del cráneo y huesos pélvicos referidos. Las comparaciones con taxones relacionados permiten estimar una longitud de ~3.5 a ~5 metros, similar en tamaño y apariencia a otros rauisúquidos.
Vivaron puede ser distinguido de otros rauisúquidos por la presencia de dos salientes en la parte posterior del maxilar en donde se articula con el yugal. También es único entre los rauisúquidos al poseer cinco alvéolos en el premaxilar, similar a lo observado en los crocodilomorfos primitivos pero en contraste con otros rauisúquidos, los cuales solo tienen cuatro alvéolos (sin embargo, una reconstrucción de un cráneo de Postosuchus (UCMP A269) ilustrada en Long y Murry 1995 (Fig. 121) posiblemente muestra un quinto alvéolo en el premaxilar izquierdo). Se ha señalado que Vivaron comparte algunas características con Teratosaurus, con el que se cree estaba cercanamente relacionado, en particular por rasgos del maxilar y la fosa anteorbital. Los elementos pélvicos referidos también comparten similitudes con las caderas referidas de Teratosaurus, apoyando potencialmente el ser asignados a cada taxón, a pesar de no estar asociados directamente con el holotipo.

## Clasificación

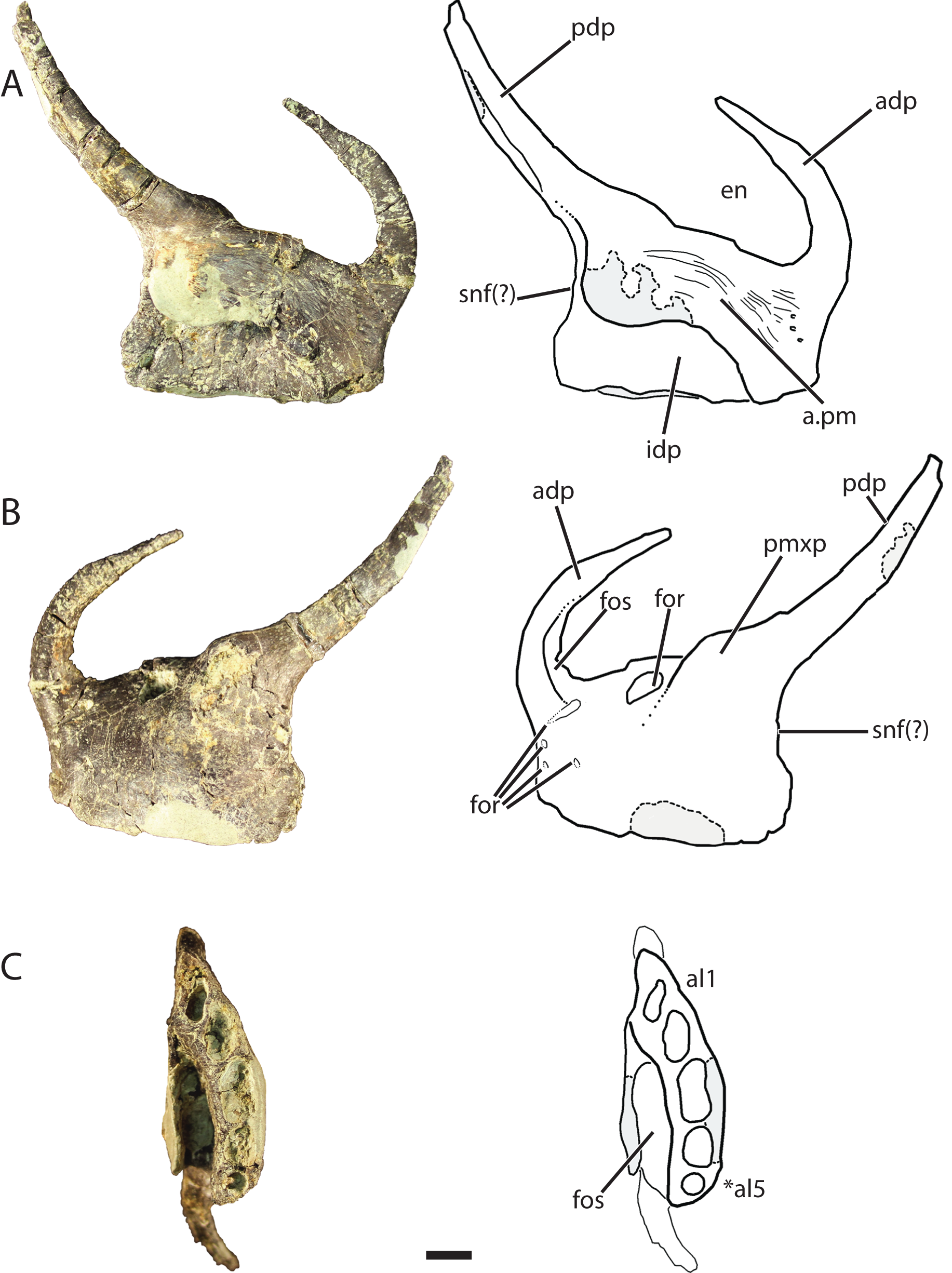
Premaxilar referido.

Se considera que Vivaron es un miembro de Rauisuchidae de acuerdo con el análisis filogenético de Lessner et al., 2016, el cual no altera las relaciones de los pseudosuquios que fueron establecidas en un análisis previo (Nesbitt, 2011). El análisis encontró que Rauisuchidae es monofilético pero aún sin resolver, al tener sus seis especies en una politomía. Las investigaciones de las relaciones internas dentro de Rauisuchidae encontraron que P. kirkpatricki es el taxón hermano de Polonosuchus, y Rauisuchus es el taxón hermano del resto de los Rauisuchidae.
La presencia de Vivaron en el suroeste de Estados Unidos, adicionándose a la de Postosuchus tiene implicaciones para la clasificación de otros varios materiales de rauisúquidos hallados en locaciones de esa área, ya que casi todo había sido referido a una única especie, Postosuchus kirkpatricki basándose en su localización geográfica. Vivaron demuestra la necesidad de análisis morfológicos de todos los restos de rauisúquidos en el suroeste de Estados Unidos al determinar su asignación dentro del grupo, y no referirlos a un taxón solo por la geografía.
La relación cercana inferida entre Vivaron y Teratosaurus también tiene implicaciones para la biogeografía de Pangea a mediados del Noriense. Entre finales del Carniense a inicios del Noriense, estuvieron presentes asociaciones faunísticas muy similares a lo largo de Pangea, y todas ellas incluían rauisúaquidos. Sin embargo a mediados del Noriense las asociaciones faunísticas se vuelven diferentes, lo cual es particularmente evidente en las localidades de latitudes altas en Europa (incluyendo sauropodomorfos, fitosaurios, aetosaurios y tortugas) y las localidades de latitudes bajas del sur de Estados Unidos (que incluyen dinosauromorfos, metoposaurios, fitosaurios, aetosaurios y arcosauromorfos no arcosaurios). La relación cercana entre Vivaron y Teratosaurus indica que a pesar de estar muy separados geográficamente y pertenecer a asociaciones faunísticas diferentes, hay un claro vínculo biogeográfico entre la Formación Chinle y la zona de latitud alta de Pangea, y que los rauisúquidos fueron capaces de mantener una amplia distribución a mediados del Noriense.